# Třída Capitan O'Brien
Třída Capitan O'Brien byla třída diesel-elektrických oceánských ponorek postavených pro chilské námořnictvo ve Velké Británii. Jednalo se o derivát britské třídy O. Celkem byly postaveny tři jednotky. Ve službě byly v letech 1929–1958. Ve službě je nahradily modernizované ponorky americké druhoválečné třídy Balao.

## Stavba
Celkem byly postaveny tři jednotky této třdy.
Jednotky třídy Capitan O'Brien:
| Jméno                 | Loděnice                   | Založení kýlu | Spuštění na vodu | Přijetí do služby | Status         |
| --------------------- | -------------------------- | ------------- | ---------------- | ----------------- | -------------- |
| Almirante Simpson (S) | Vickers-Armstrongs, Barrow | 1928          | 15. ledna 1929   | září 1929         | Vyřazena 1957. |
| Capitan O'Brien (O)   | Vickers-Armstrongs, Barrow | 1928          | 2. října 1928    | červen 1929       | Vyřazena 1957. |
| Capitan Thompson (T)  | Vickers-Armstrongs, Barrow | 1928          | 15. ledna 1929   | srpen 1929        | Vyřazena 1958. |

## Konstrukce
Výzbroj tvořil jeden 120mm kanón Vickers a osm 533mm torpédometů (šest příďových a dva záďové). Neseno bylo 16 torpéd. Pohonný systém tvořily dva diesely o výkonu 2750 hp a dva elektromotory o výkonu 1300 hp, pohánějící dva lodní šrouby. Nejvyšší rychlost dosahovala 15 uzlů na hladině a 9 uzlů pod hladinou. Dosah byl 8400 námořních mil při plavbě na hladině rychlostí 10 uzlů a 70 námořních mil při plavbě pod hladinou ryychlostí 4 uzly. Operační hloubka ponoru byla 95 m.

## Služba
Za druhé světové války ponorky prováděly patroly podél chilského pobřeží.